# Moustier (Henegouwen)
Moustier is een dorp in de Belgische provincie Henegouwen, en een deelgemeente van de Waalse gemeente Frasnes-lez-Anvaing in het Pays des Collines. Het wordt ook wel Moustier-lez-Frasnes of Moustier-au-Bois genoemd. Moustier was een zelfstandige gemeente, tot die bij de gemeentelijke herindeling van 1977 toegevoegd werd aan de gemeente Frasnes-lez-Anvaing.

## Bezienswaardigheden
- De Sint-Martinuskerk (Église Saint-Martin) is een neoclassicistisch kerkgebouw van 1840-1842. De kerk bezit een 16e-eeuws gotisch doopvont en kunstvoorwerpen uit de 17e en 18e eeuw.
- De Onze-Lieve-Vrouwekapel (Chapelle Notre-Dame) heeft een 16e-eeuws laatgotisch koor, een portaal van 1711 en de kapel werd vergroot in 1790. De kapel bezit kunstvoorwerpen uit de 17e en 18e eeuw.

## Natuur en landschap
Moustier ligt tussen twee beekjes: de Petit Rhones de Moustier en de Rieu du Chateau. Deze vloeien in de Rhosnes. In het oosten liggen beboste heuvels van het Pays des Collines met het Bois du Carmois en het Bois d'Assoumont. De hoogte bedraagt 46 meter terwijl in het noorden en het oosten de hoogten de 130 meter overstijgen. 

## Demografische ontwikkeling
- Bronnen:NIS, Opm:1831 tot en met 1970=volkstellingen, 1976= inwoneraantal op 31 december

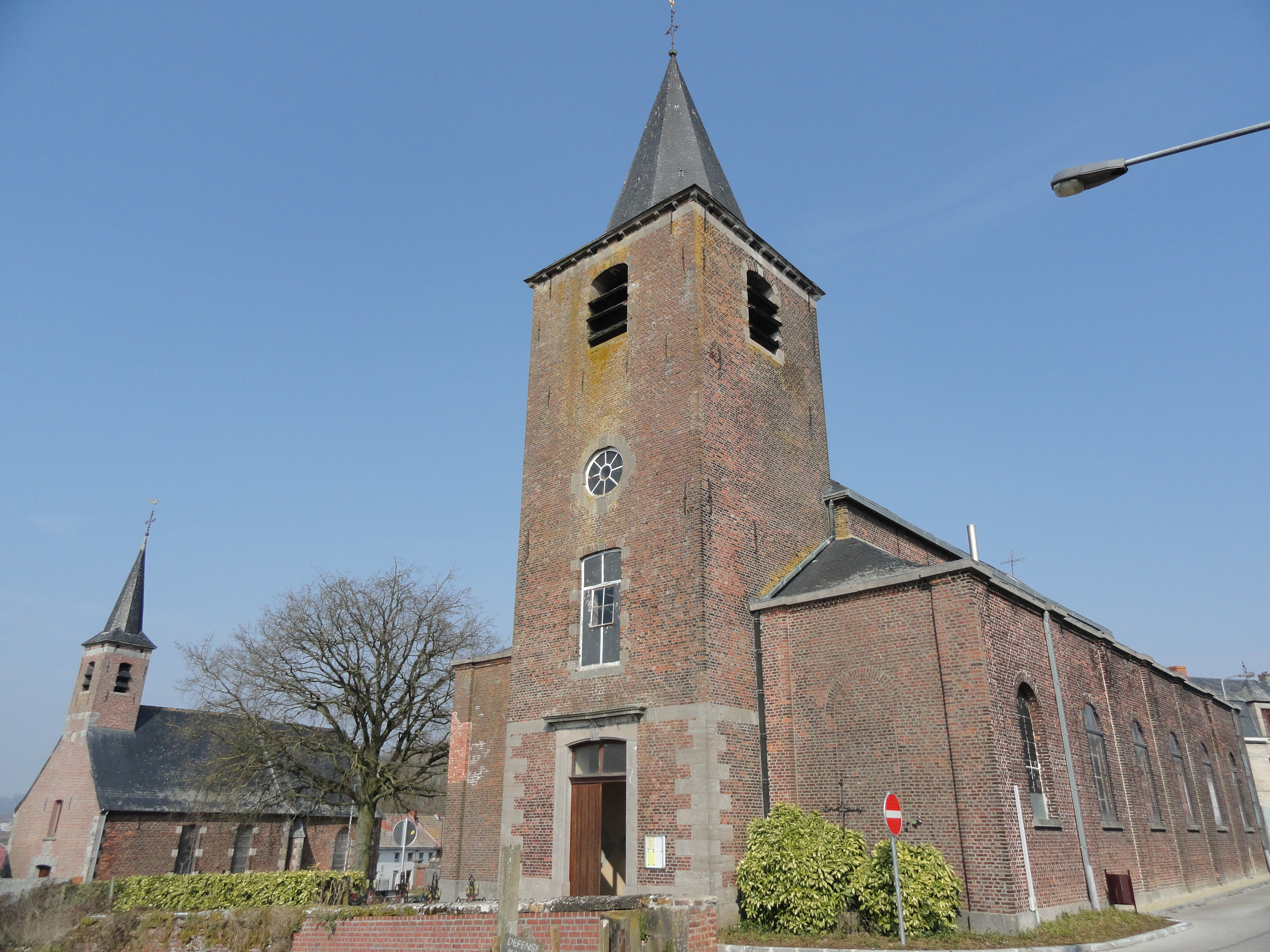
Parochiekerk en Chapelle Notre-Dame in Moustier

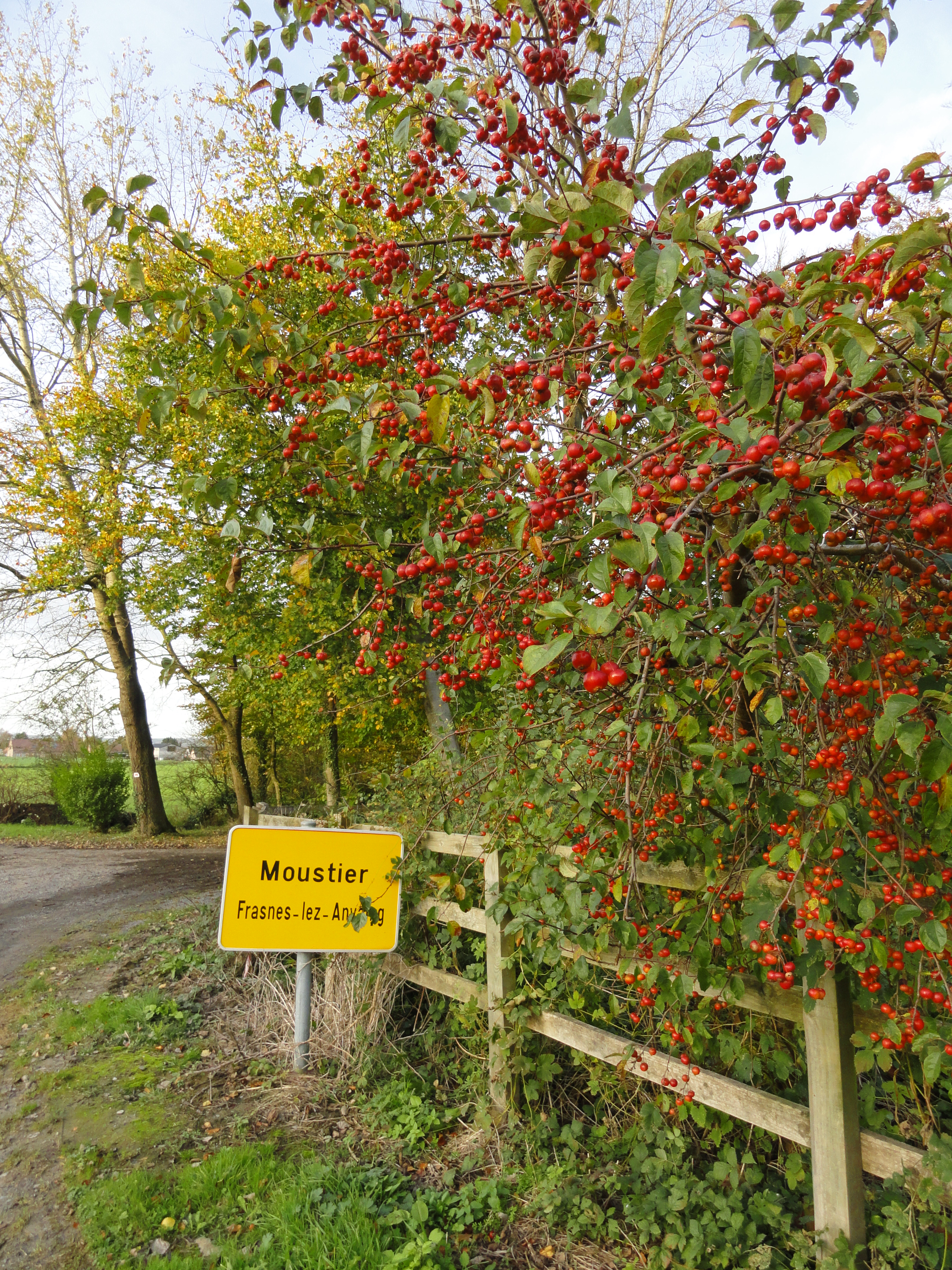

## Nabijgelegen kernen
Frasnes-lez-Buissenal, Herquegies, Grandmetz, Houtaing